# Železniční trať Hodonín–Zaječí
Železniční trať Hodonín–Zaječí (v jízdním řádu pro cestující označená číslem 255) je jednokolejná regionální trať v Jihomoravském kraji, propojující hlavní trať Přerov–Břeclav s hlavní tratí Břeclav–Brno přes Čejč a Mutěnice. Provoz na trati byl zahájen 16. května 1897. V roce 1930 byla zprovozněna přeložka tratě v Hodoníně. Jízdenky lze koupit pouze ve stanicích Hodonín, Zaječí a ve Velkých Pavlovicích na zastávce. 
Od 11. června 2023 je pravidelný provoz osobních vlaků v úseku Kobylí – Čejč – Hodonín omezen dle rozhodnutí Jihomoravského kraje pouze na provoz o sobotách, nedělích a státních svátcích. V úseku Zaječí - Kobylí je provoz zachován standardně.
Trať je v úseku Kobylí - Hodonín zabezpečena aktuálně za pomocí technologie kolejových obvodů. Vzhledem k poklesu železniční dopravy od 11. června 2023 v uvedeném úseku se sníží tzv. šuntovací schopnost koleje a tím by mohla být ohrožena bezpečnost provozu za pomocí kolejových obvodů. Z tohoto důvodu Správa železnic přistoupí k výměně kolejových obvodů za počítače náprav. Proto bude pro trať vyhlášena dlouhodobá výluka od 12. června do 9. prosince 2023.

## Navazující tratě

### Hodonín
- Železniční trať Přerov–Břeclav
- Železniční trať Hodonín–Holíč

### Mutěnice
- Železniční trať Kyjov–Mutěnice

### Odbočka Čejč
- Železniční trať Čejč–Ždánice

### Zaječí
- Železniční trať Břeclav–Brno

## Stanice a zastávky

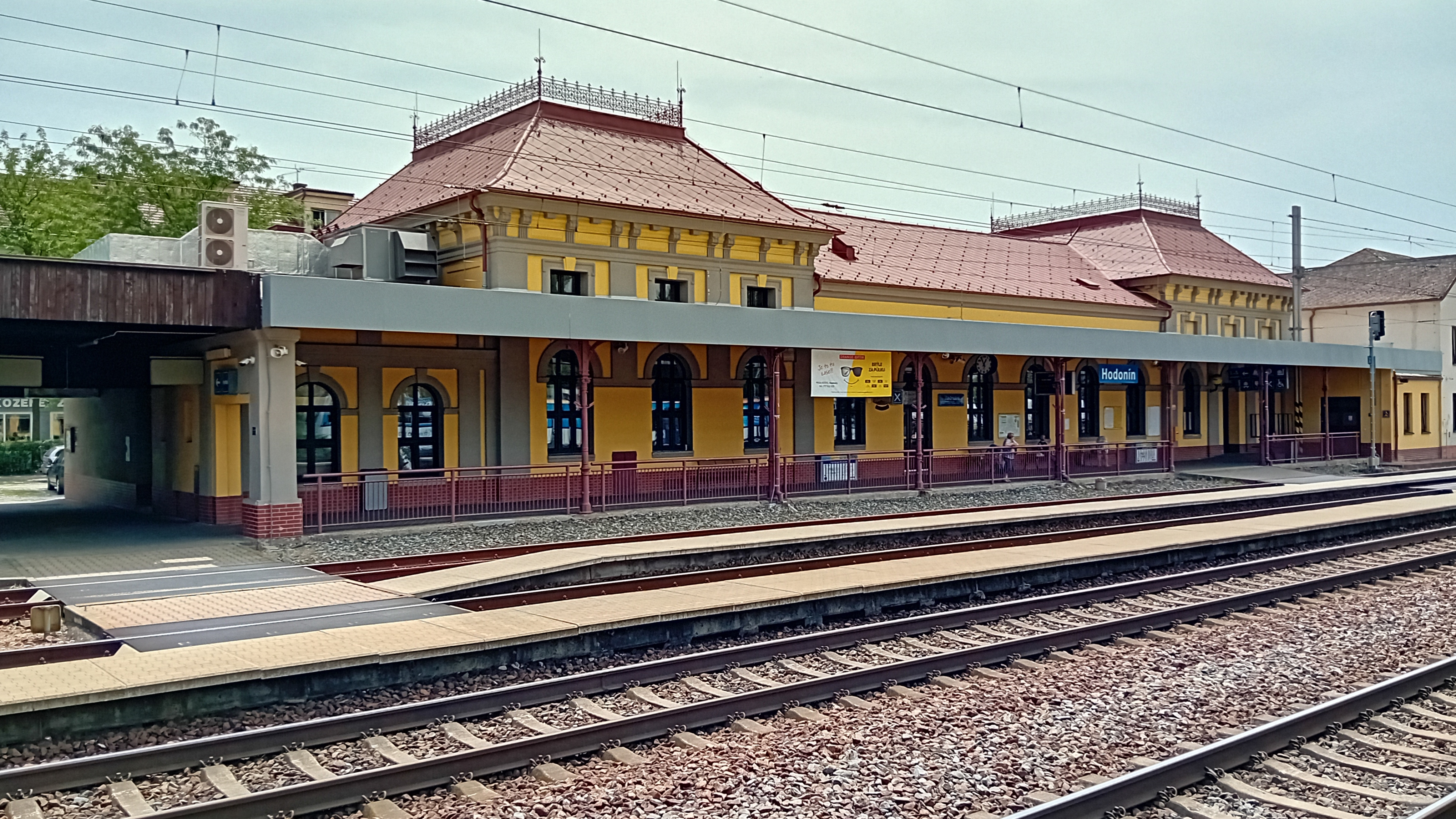
Hodonín
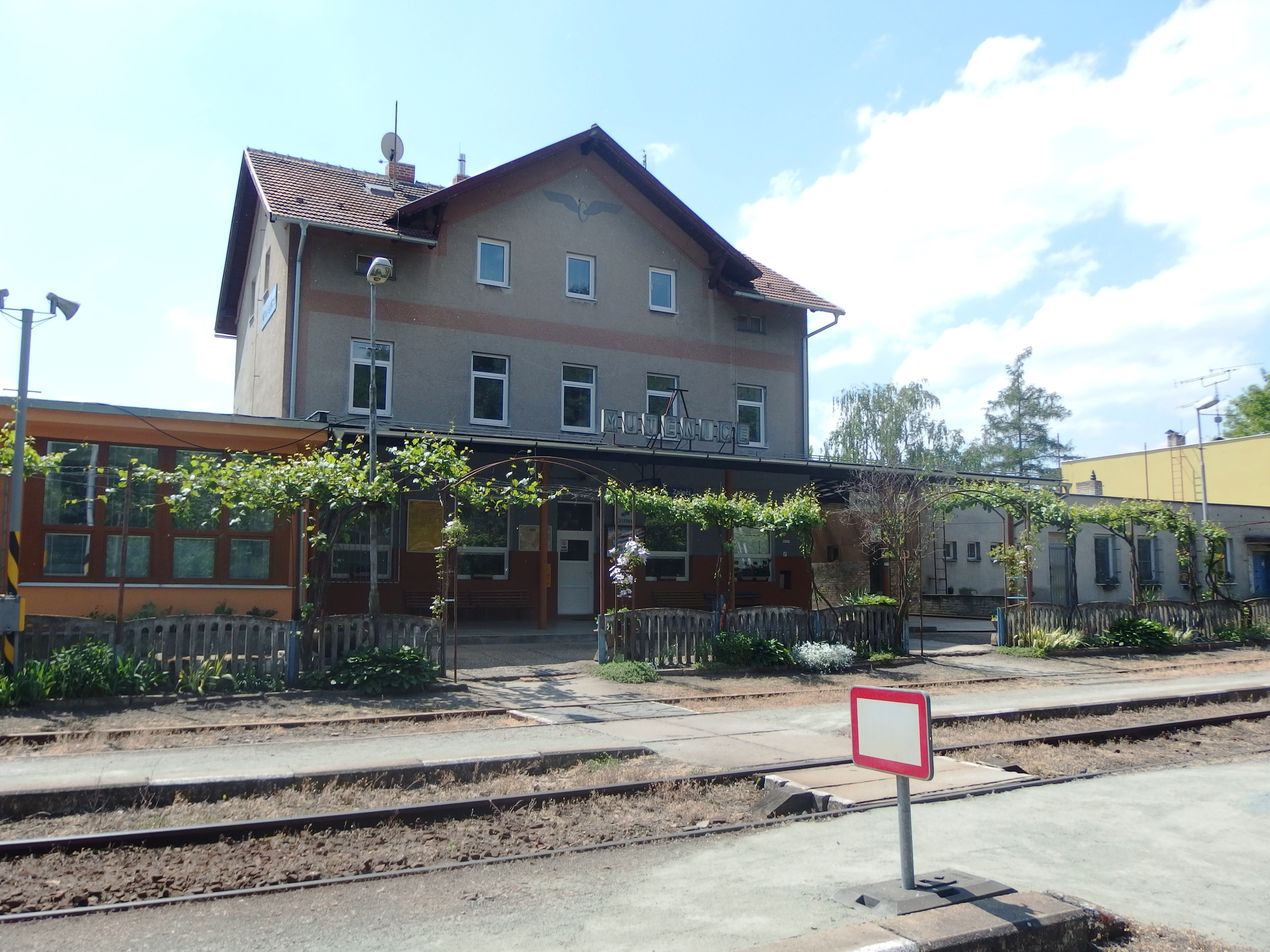
Mutěnice
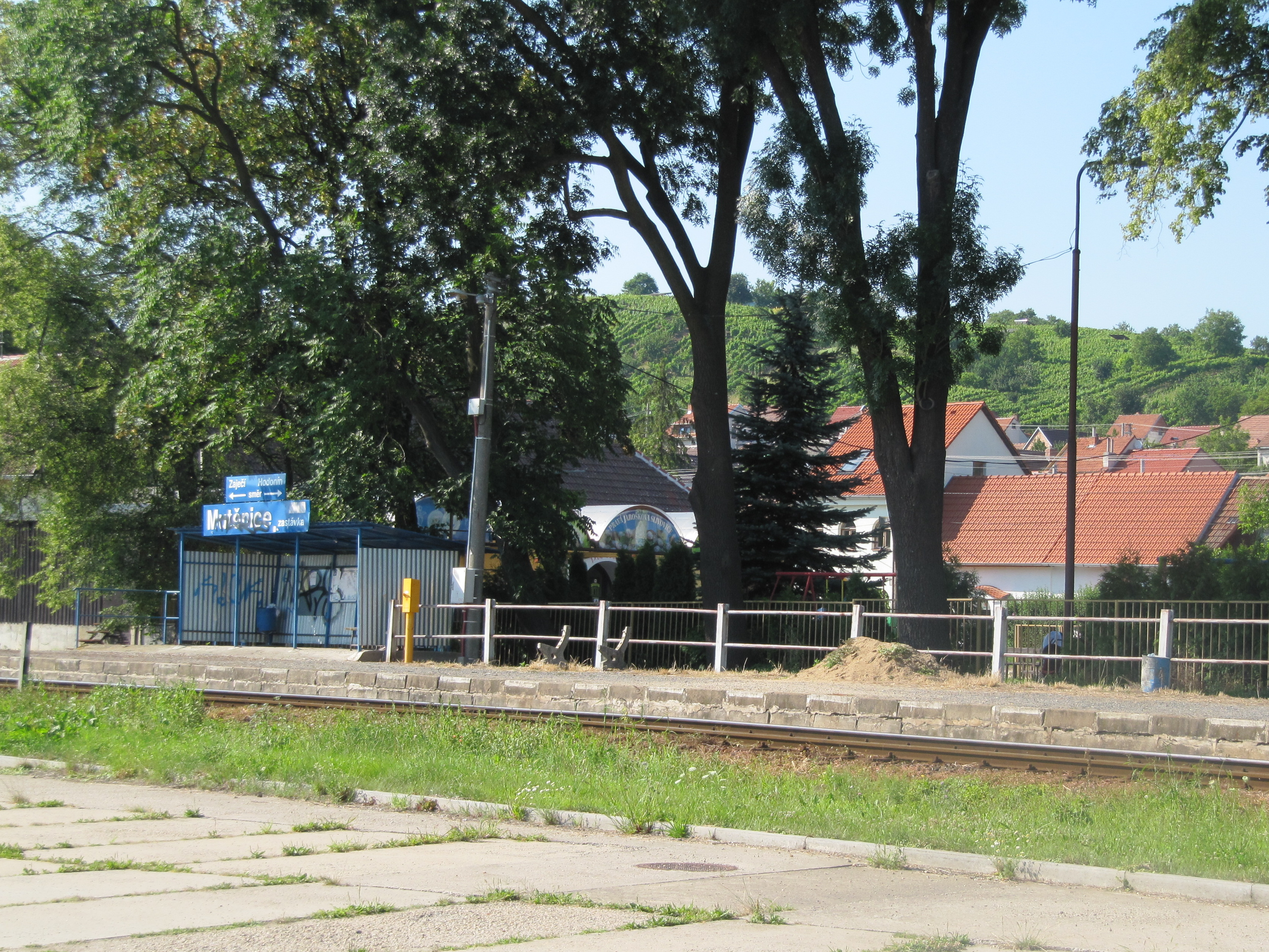
Mutěnice zastávka
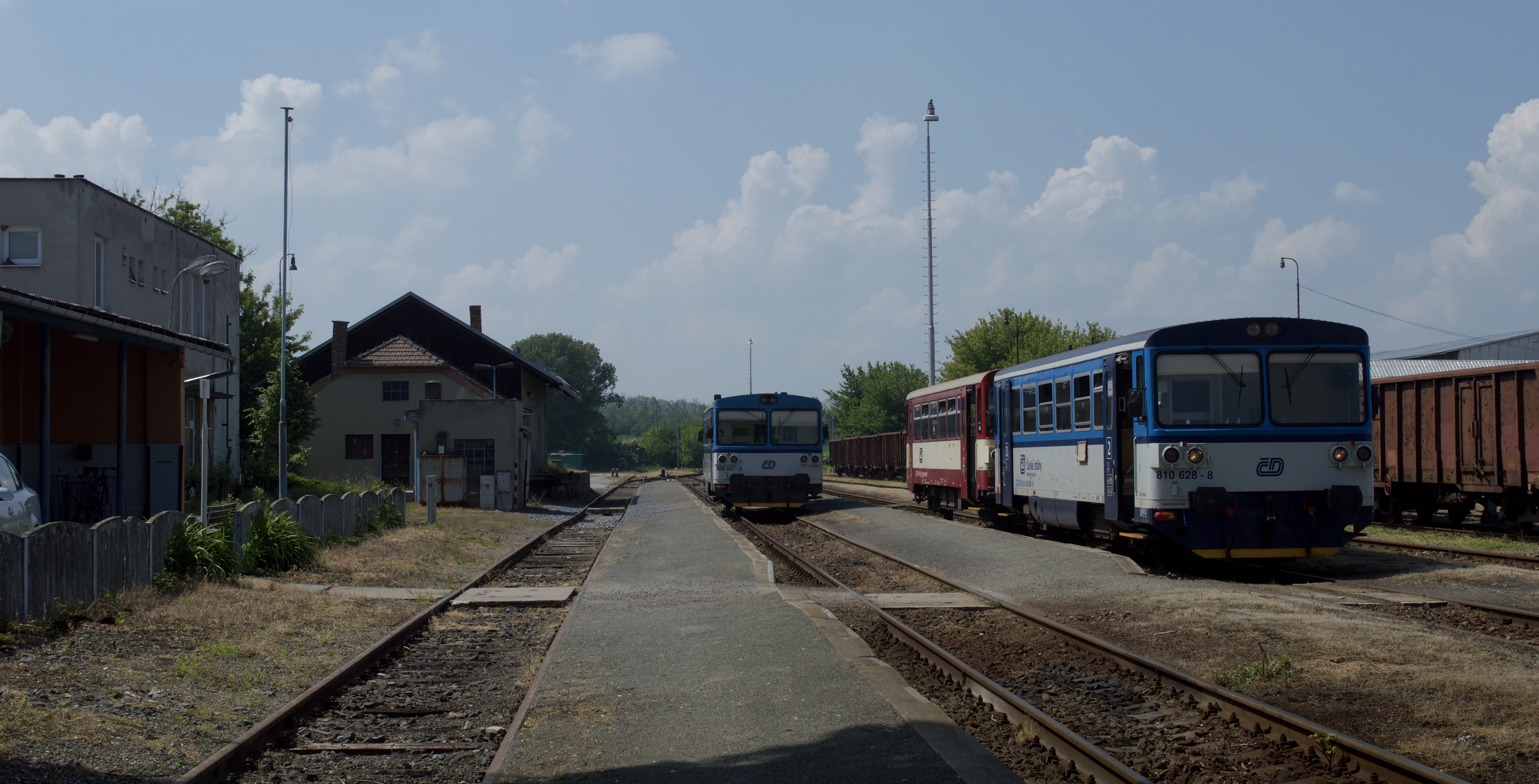
Čejč
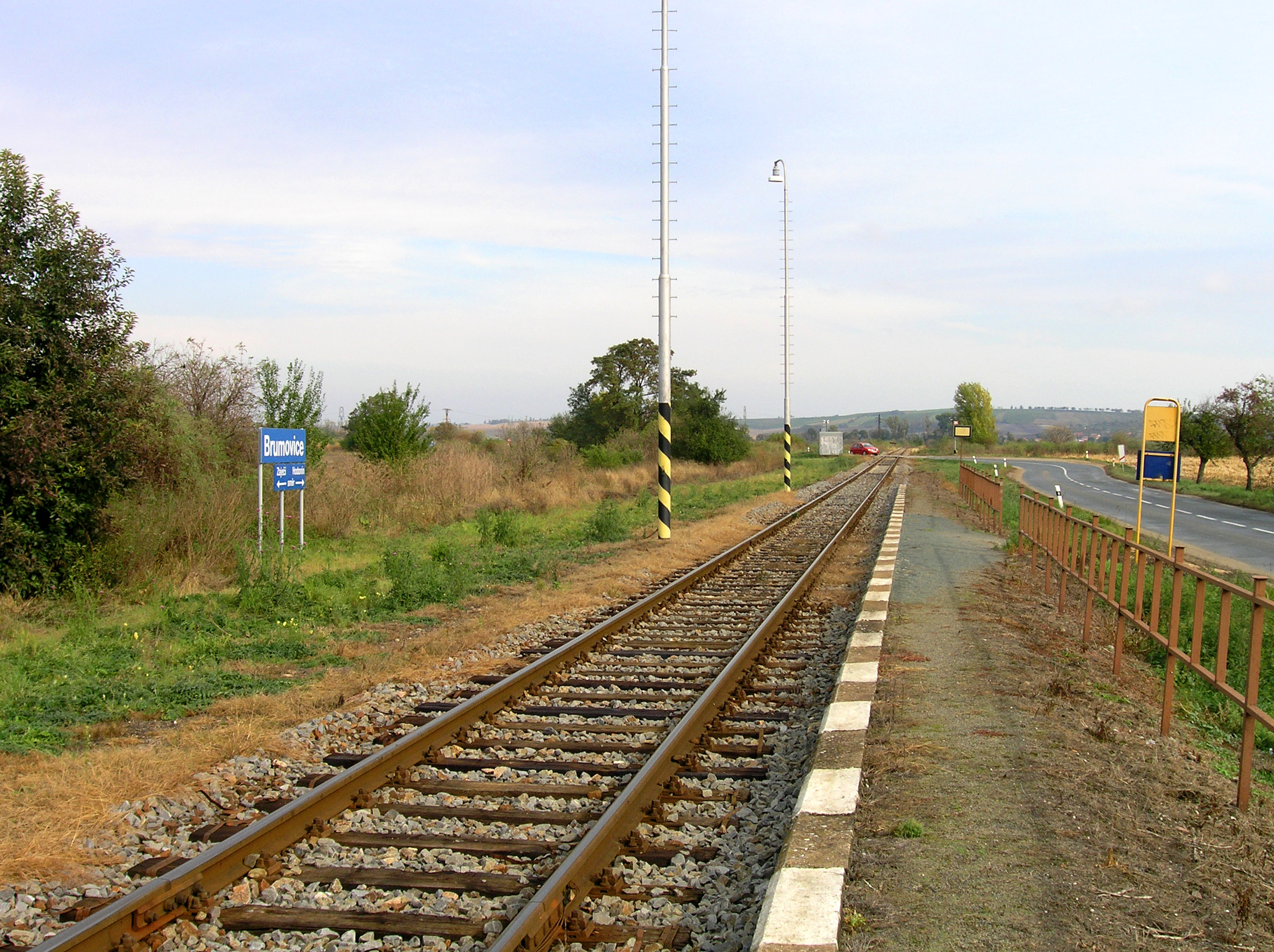
Brumovice
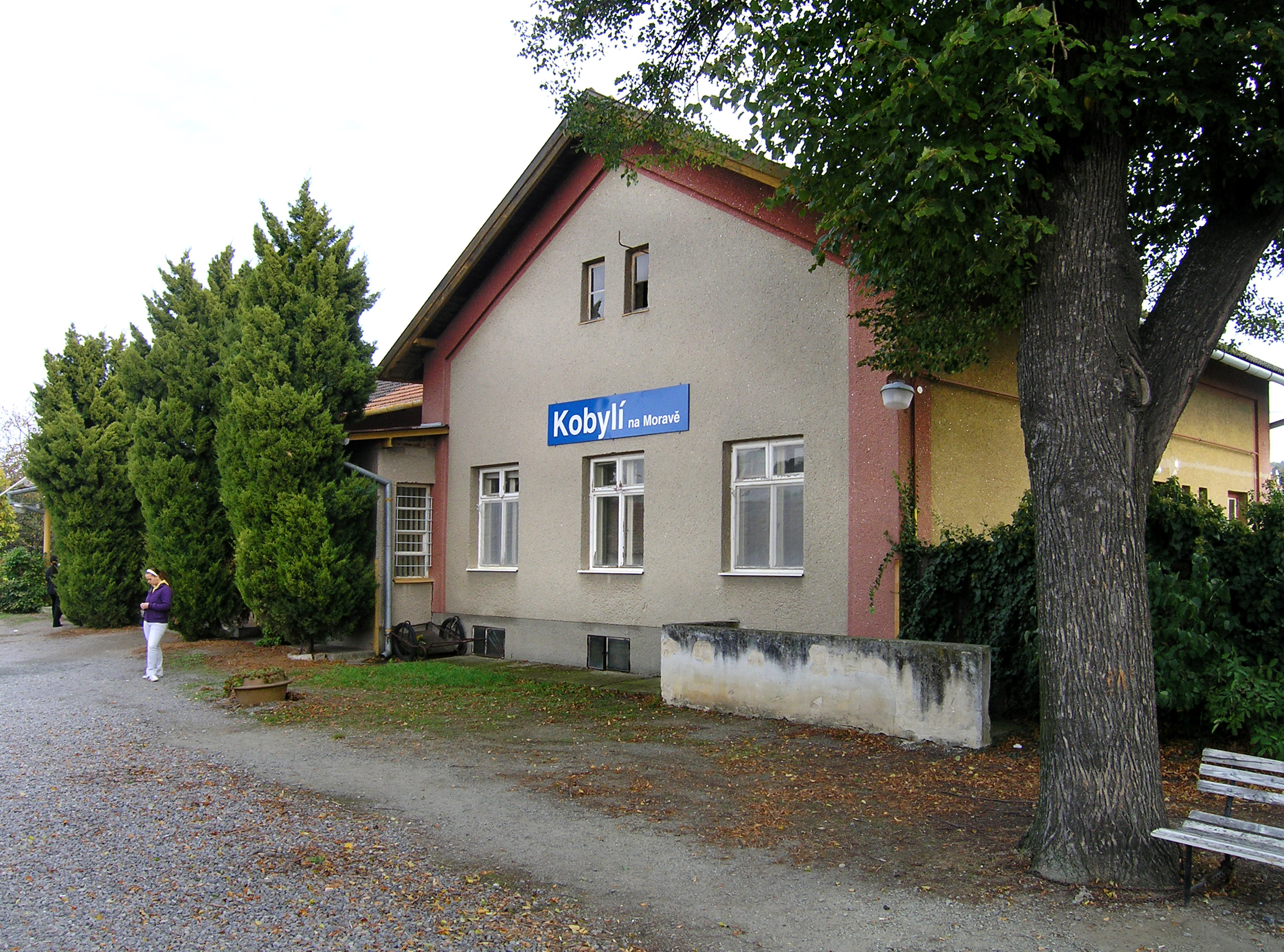
Kobylí na Moravě
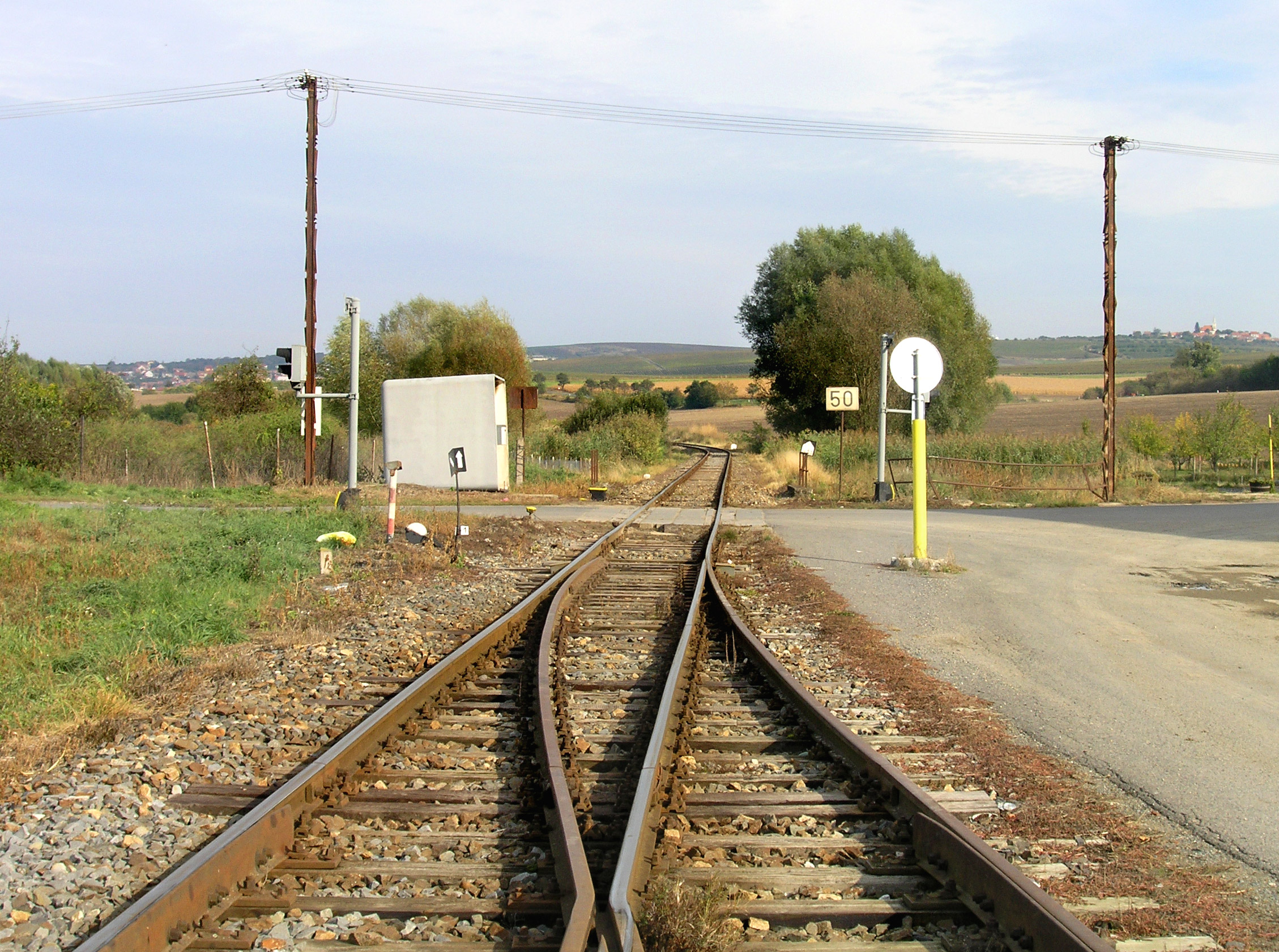
Bořetice
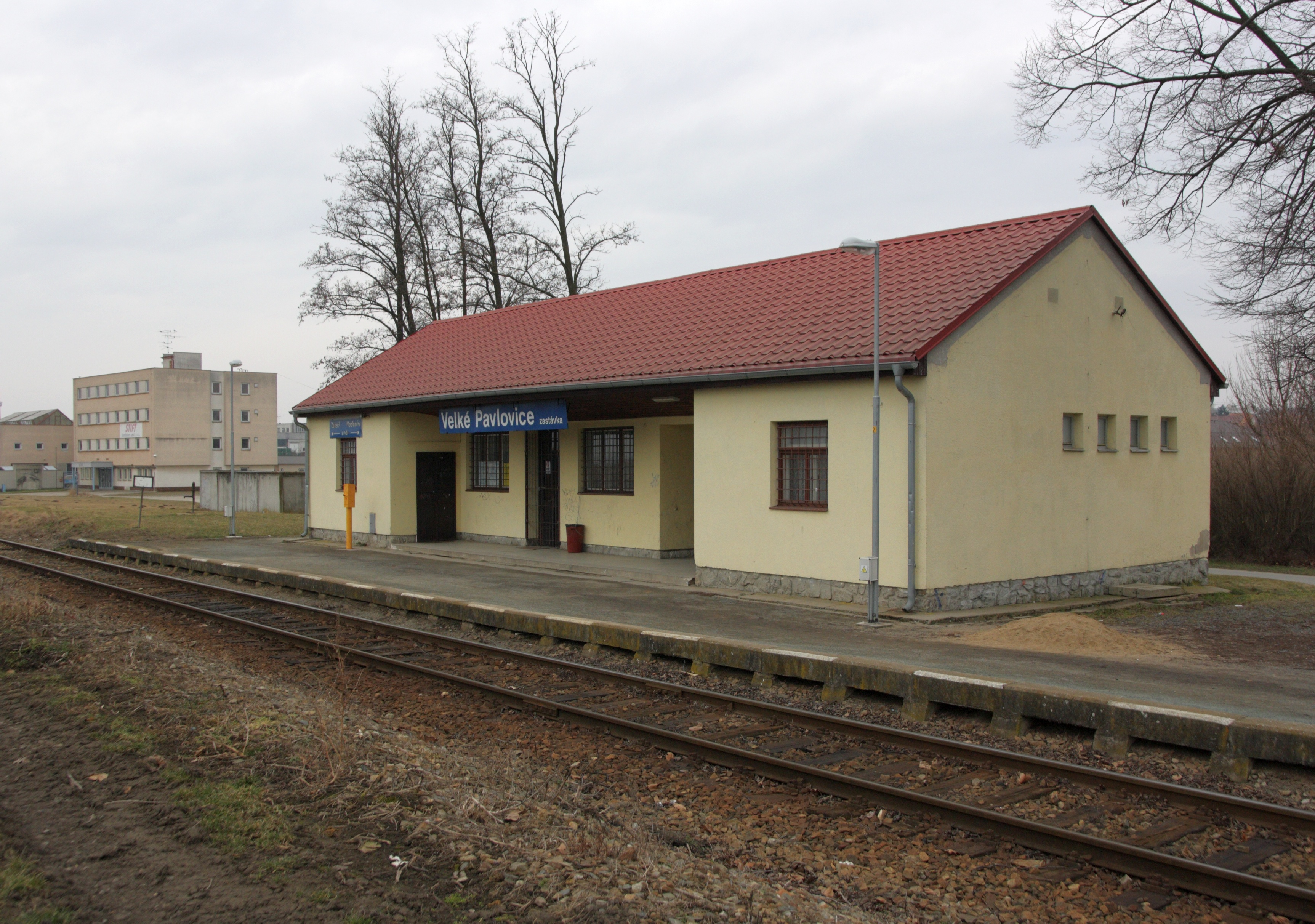
Velké Pavlovice zastávka
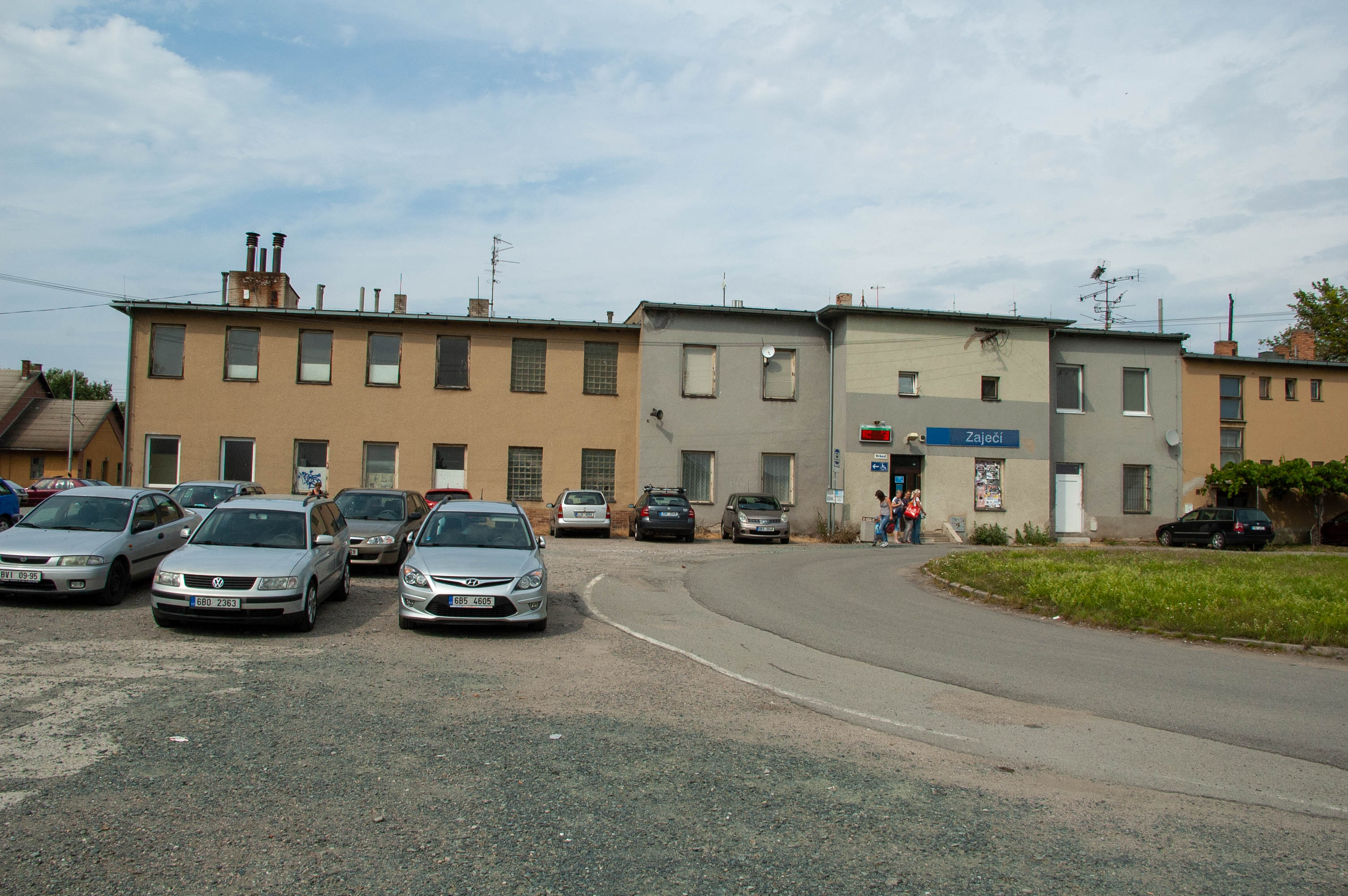
Zaječí